# Adrian Platzgummer
Adrian Platzgummer (* 10. Mai 1995 in Hall in Tirol) ist ein österreichischer American-Football-Spieler und ehemaliger Bobsportler. Im American Football spielt er auf der Position des Wide Receivers.

## Werdegang

### American Football

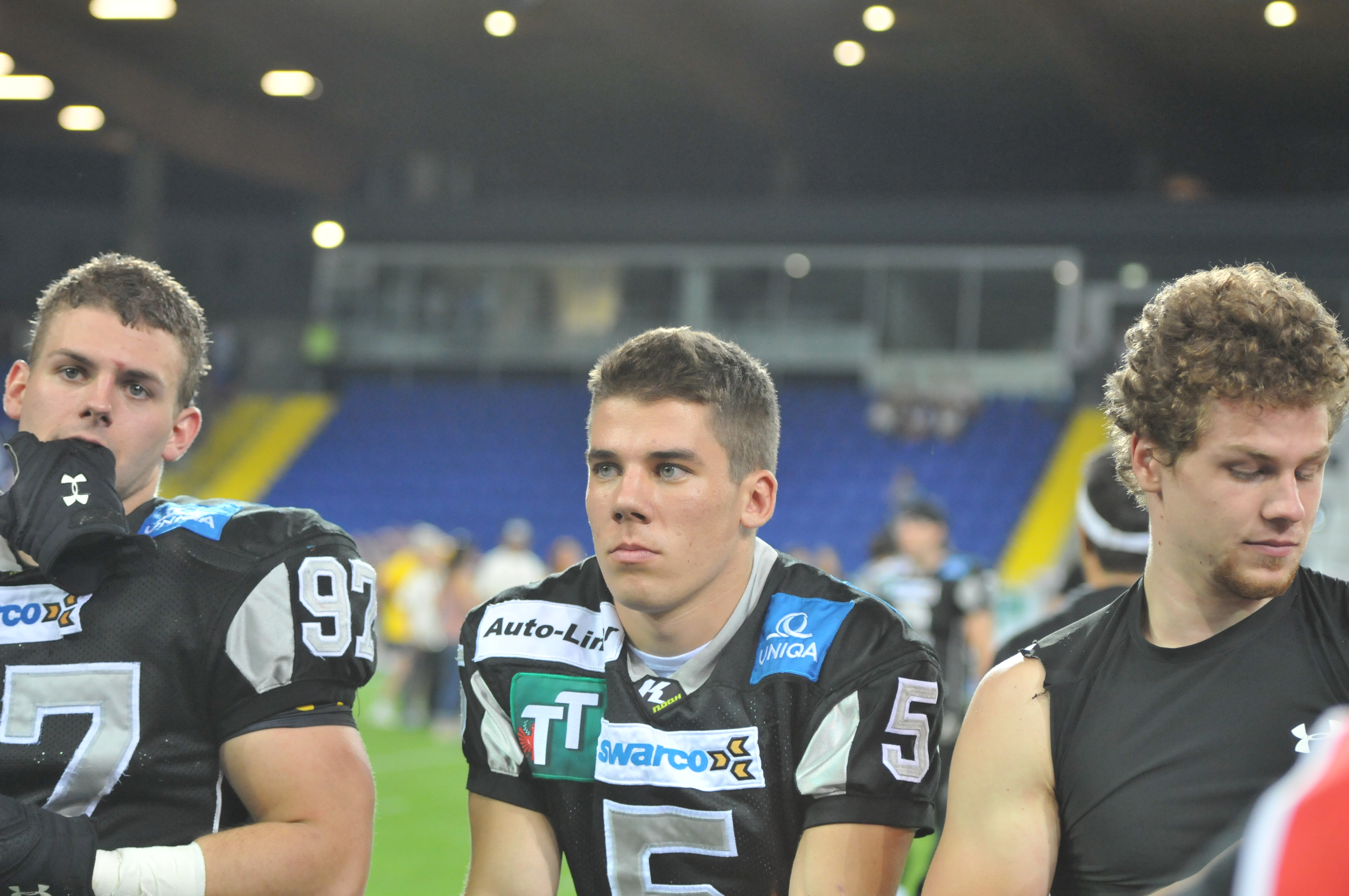
Platzgummer bei der Austrian Bowl XXX

Platzgummer kam durch den Nachbarn seiner Großmutter, Daniel Dieplinger, der als Coach bei den Tyrolian Raiders tätig war, zum Football. So begann Platzgummer im Alter von sechs Jahren im U10-Flagteam der Swarco Raiders Tirol in Innsbruck mit dem Gridiron Football und durchlief anschließend alle Jugendteams der Raiders. Sein Debüt in der Kampfmannschaft feierte er während der Saison 2011, zu deren Abschluss er erstmals österreichischer Meister wurde. Mit der österreichischen U19-Nationalmannschaft wurde er 2013 in Köln Junioren-Europameister. Ein Jahr später stand er auch im Aufgebot für die Junioren-Weltmeisterschaft in Kuwait, die Österreich als Vierter abschloss. Nachdem er zunächst als Quarterback fungiert hatte, entwickelte er sich in den folgenden Jahren zum Stammspieler auf der Position des Slot Receivers. Mit den Raiders gewann er national und international mehrere Titel. In den AFL-Playoffs fing er zwischen 2014 und 2021 35 Pässe für 481 Yards und sieben Touchdowns. Platzgummer war zudem Teil der österreichischen Nationalmannschaft, die 2018 in Vantaa Vize-Europameister wurde.
Im Februar 2022 unterschrieb Platzgummer einen Vertrag für eine Saison bei den Raiders Tirol, die 2022 erstmals als Franchise in der European League of Football antraten. Platzgummer, der dem Team als Kapitän diente, erzielte am 11. Juni gegen die Cologne Centurions während der zweiten Spielwoche seinen ersten Touchdown in der ELF. In der regulären Saison verzeichnete er bei einer Fangquote von 71,93 % insgesamt 476 Yards Raumgewinn und fünf Touchdowns. Mit den Raiders erreichte er das Halbfinale, das jedoch gegen die Hamburg Sea Devils verloren ging. Im Dezember 2022 wurde sein Vertrag für eine weitere ELF-Saison verlängert. Platzgummer war 2023 eine wichtige Stütze im Team der Innsbrucker und spielte in der Saison 2023 erneut eine Saison im selben Team wie sein Bruder Sandro. Im November 2023 verlängerten die Raiders den Vertrag mit dem Wide Receiver um ein weiteres Jahr.

### Bobsport

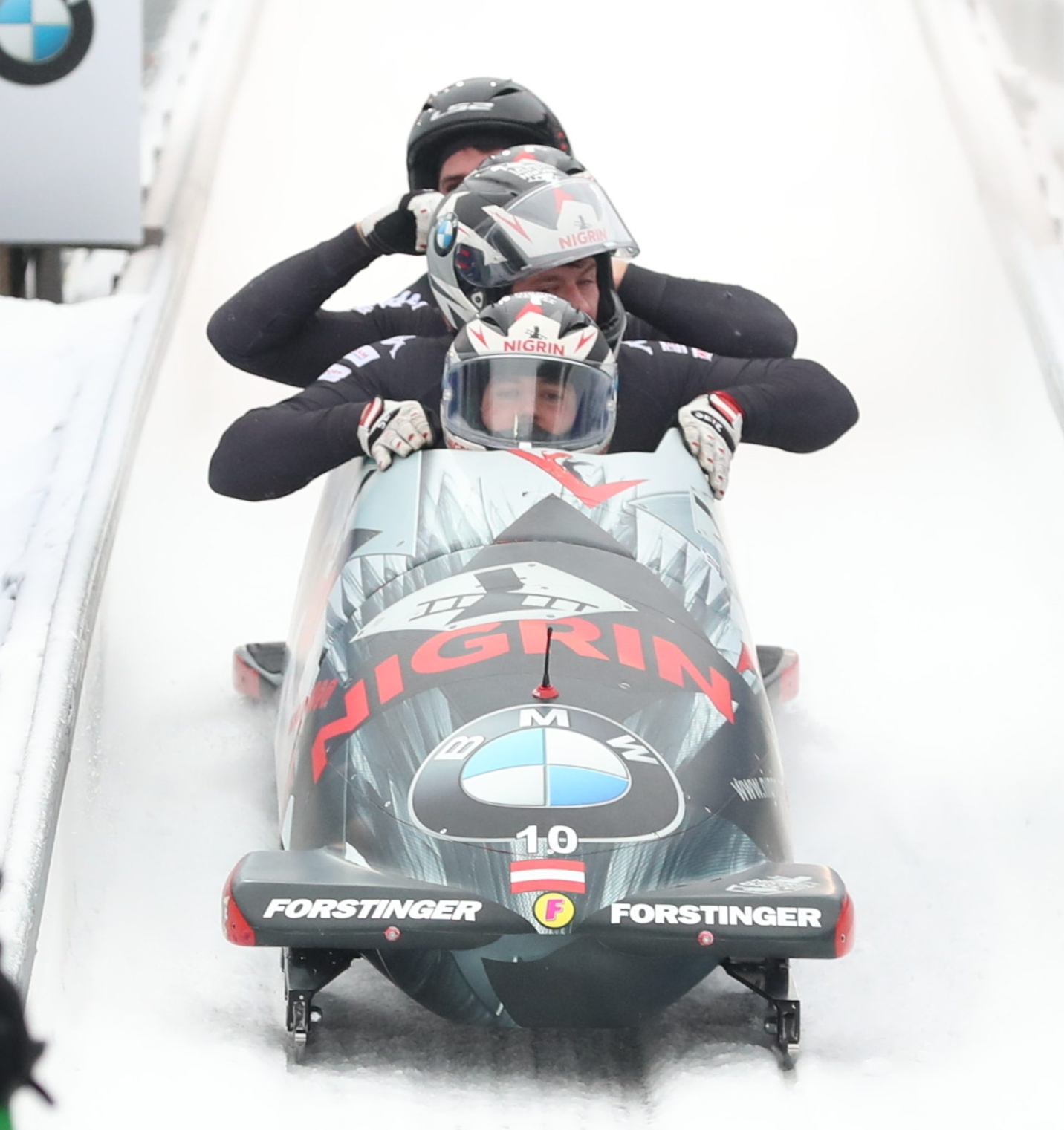
Platzgummer beim Weltcup in Altenberg 2019

Im November 2015 begann Platzgummer als Anschieber mit dem Bobsport. Sein erster Pilot war Lukas Kolb, der ihn zum Bobsport gebracht hatte. Im Jänner 2016 wurde er bei der Juniorenweltmeisterschaft in Winterberg Vierter im Viererbob. Bei der Bob-Weltmeisterschaft 2016 wenige Wochen später belegte sein Team den 24. Platz. Am 22. Jänner 2017 gab Platzgummer im Team um den Piloten Markus Treichl in St. Moritz sein Weltcup-Debüt und erreichte dabei Rang 18. Bei den Bob- und Skeleton-Europameisterschaften 2019 belegte Platzgummer gemeinsam mit dem Piloten Benjamin Maier sowie den Anschiebern Dănuț Moldovan und Kilian Walch den 15. Platz im Viererbob. Nach der Saison 2019 beendete er seine Karriere im Eiskanal.

## Erfolge
American Football
- Österreichischer Staatsmeister (2011, 2015, 2016, 2018, 2019, 2021)
- Junioren-Europameister (2013)
- Central European Football League Meister (2017, 2018, 2019)
- European Superfinal Meister (2018, 2019)
- Vize-Europameister (2018)

## Statistiken
| Jahr                            | Team           | Spiele | Receiving | Receiving | Receiving | Receiving | Receiving |
| Jahr                            | Team           | Spiele | Rec       | Yds       | Avg       | TD        | Lng       |
| ------------------------------- | -------------- | ------ | --------- | --------- | --------- | --------- | --------- |
| Austrian Football League        |                |        |           |           |           |           |           |
| 2021                            | Swarco Raiders | 09     | 32        | 325       | 10,2      | 3         | 44        |
| AFL Gesamt                      | AFL Gesamt     | 09     | 32        | 325       | 10,2      | 3         | 44        |
| European League of Football     |                |        |           |           |           |           |           |
| 2022                            | Raiders Tirol  | 12     | 41        | 476       | 11,6      | 5         | 49        |
| 2023                            | Raiders Tirol  | 12     | 30        | 327       | 10,9      | 2         | 55        |
| ELF Gesamt                      | ELF Gesamt     | 24     | 71        | 803       | 11,3      | 7         | 55        |
| Quellen: sportsmetrics.football |                |        |           |           |           |           |           |

## Privates
Platzgummer ist der Sohn des Richters Andreas Platzgummer sowie der ältere Bruder von American-Football-Spieler Sandro Platzgummer. Er hat zudem eine jüngere Schwester, Patricia. Im Jahr 2014 absolvierte er seinen Grundwehrdienst im Bundesheer und war dabei Teil des Heeressportprogramms, das es ausgewählten Athleten ermöglicht, ein Jahr als Profisportler zu trainieren und zu leben. Platzgummer studierte Jura an der Universität Innsbruck und bestand im Oktober 2022 die Rechtsanwaltsprüfung. 